# Дорија (Козенца)
Дорија је насеље у Италији у округу Козенца, региону Калабрија.
Према процени из 2011. у насељу је живело 1173 становника. Насеље се налази на надморској висини од 53 м.